# Luglon
Luglon är en kommun i departementet Landes i regionen Nouvelle-Aquitaine i sydvästra Frankrike. Kommunen ligger i kantonen Sabres som tillhör arrondissementet Mont-de-Marsan. År 2022 hade Luglon 375 invånare.

## Befolkningsutveckling
Antalet invånare i kommunen Luglon
Referens:INSEE